# Stazione di Lavezzola
La stazione di Lavezzola è una stazione ferroviaria a servizio di Lavezzola, frazione di Conselice, posta sulla linea Ferrara-Rimini e capolinea della linea per Faenza.
Dal 16 maggio 2023 la linea è interrotta a causa dell’alluvione che ha danneggiato l’infrastruttura Sant’Agata sul Santerno.

## Strutture e impianti
La gestione degli impianti è affidata a Rete Ferroviaria Italiana.
Il fabbricato viaggiatori è una struttura in muratura a due piani interamente chiusa al pubblico: il primo piano è una abitazione privata mentre il piano terra ospita i locali tecnici di RFI.
L'edificio si compone di sei arcate; dal lato binari c'è una pensilina in cemento che al suo interno ospita alcune panchine e biglietteria automatica.
Accanto al fabbricato viaggiatori è presente un piccolo edificio, in mattone, che ospita la sede locale dell'AVIS, sopra il quale è presente la torre dell'acqua, non più in funzione.
La stazione dispone di uno scalo merci, parzialmente disarmato, con annesso magazzino.
Sono presenti altri edifici, ad un solo piano, che ospitavano i servizi igienici e i locali di servizio.
Il piazzale si compone di tre binari dedicati al trasporto passeggeri, serviti da banchina e collegati fra loro da una passerella in cemento e un fascio dedicato all'ormai dismesso servizio merci; questi binari vengono normalmente usati come ricovero per i mezzi addetti alla manutenzione della linea.
La stazione è esternamente servita da un piazzale con parcheggio per auto e bici.

## Movimento
La stazione è servita da treni regionali svolti da Trenitalia Tper nell'ambito del contratto di servizio stipulato con la Regione Emilia-Romagna.
I treni sono esclusivamente di tipo regionale.
Al 2007, l'impianto risultava frequentato da un traffico giornaliero medio di circa 200 persone.
A novembre 2019, la stazione risultava frequentata da un traffico giornaliero medio di circa 387 persone (185 saliti + 202 discesi).

## Servizi
La stazione è classificata da RFI nella categoria "Silver".
- Biglietteria automatica